# Phare d'Östergarnsholm
Le phare d'Östergarnsholm (en suédois : Östergarn gamla fyr) est un ancien phare situé sur l'île d'Östergarnsholm, appartenant à l'unique commune de Gotland, dans le Comté de Gotland (Suède).
Le phare d'Östergarnsholm est inscrit au répertoire des sites et monuments historiques par la Direction nationale du patrimoine de Suède .

## Histoire
Östergarnsholm est une petite île sur la côte ouest de Gotland.
Le premier phare, construit en 1817 sur le côté est de l'île, est une grosse tour cylindrique de 20 m de haut, avec une galerie dont la lanterne a été enlevée.
A son côté se trouve encore la maison du gardien en ruines. Le phare a, à l'origine, porté un feu ouvert. En 1849 une lanterne a été installée après avoir augmenté la hauteur de la tour. Quand le phare a été désactivé en 1919, sa lanterne a été transférée au nouveau phare.
Il a été remplacé par une lanterne  montée sur une tourelle de 4 m de haut, à proximité qui émet, à 12 m de hauteur focale deux éclats (blanc, rouge et vert) selon direction toutes les 6 secondes.
Identifiant : Amirauté : C7189 - NGA : 9916 .
|          |
| Le phare |

|  |
|  |

### Lien connexe
- Liste des phares de Suède